# JUST Office
JUST Office（ジャストオフィス）は、ジャストシステムが販売する法人向け日本語オフィススイートの名称であり、現在の最新バージョンは「JUST Office 5」である。

## 概要
以下は「JUST Office 5」の構成。なお、一太郎・花子・JUST PDFは「JUST Medical 5」には含まれていない。
- JUST Note 5 - ワープロソフト
- JUST Calc 5 - 表計算ソフト
- JUST Focus 5 - プレゼンテーションソフト
- 一太郎Pro 5 - 日本語ワープロソフト - 「JUST Government 5」「JUST Police 5」は構成が「一太郎Government 10」に変更されている。
- ATOK Pro 5 for Windows - 日本語入力システム - 「JUST Office 5 JL-Educaion Master [大学版]」は構成が「ATOK Pro 5 for Windows」「ATOK Pro 5 for Mac」に、「JUST Medical 5」は構成が「ATOK Medical 3 for Windows」にそれぞれ変更されている。
- 花子Pro 5 - 統合グラフィックソフト - 「JUST Police 5」は構成が「花子Police 7」に変更されている。
- JUST PDF 5［作成・編集プラス］ - PDF作成・編集ソフト - 「JUST Government 5」「JUST Police 5」は構成が「JUST PDF 5［作成・編集プラス・データ変換］」に変更されている。

かつては「JUST Office」・「JUST Suite」の併売状態となっていたが、2013年の「JUST Office 2」の発売を機に解消されている。「JUST Suite」は、以前に販売していたJustsystem Office/一太郎Officeの後継で2007年から販売を開始し、「JUST Suite 2010」までは個人向けにも販売されていた。
2011年2月10日発売の「JUST Suite 2011」以降のバージョンからは法人向けとなり、個人向けは「一太郎 プレミアム / スーパープレミアム」へ移行、法人向けとして「JUST Office」が用意された。
2015年6月10日発売の「JUST Office 3」からは、プレゼンテーションソフトがそれまでの韓国Haansoft Slideをベースとした「JUST Slide」から、自社開発の「JUST Focus」に変更されている。
2023年2月10日発売の個人向け商品のひとつ「一太郎2023プラチナ ATOK Passportユーザー優待版」には、「JUST Note 5」、「JUST Calc 5」、「JUST Focus 5」、「JUST Office リコーフォント」、「JUST Office モノタイプフォント」から構成される「JUST Office 5 Personal」が収録される。それ以外の「一太郎2023プラチナ」通常版、特別優待版、バージョンアップ版、アカデミック版には従来通り「JUST Calc 5」、及び「JUST Focus 5」のみの収録である。

### 過去製品
以下は個人向け最終版でもある「JUST Suite 2010[一太郎25周年記念パック]」の構成。後継商品（の最新版）については、一太郎プラチナ を参照。
- 一太郎2010 - ワープロソフト
- 花子2010 - 統合グラフィックソフト
- ATOK 2010 - 日本語入力システム
- 三四郎2010 - 表計算ソフト
- Shuriken 2010 - 電子メールクライアント - 当年版が3月発売となる年には前年版が収録され、当年版の発売後無償アップデート可能になった。
- Agree 2010 - プレゼンテーションソフト（韓国Haansoft Slide 2007ベース）
- JUST PDF［作成・編集］ - PDF作成・編集ソフト（ニュアンスコミュニケーションズジャパン製）
- SuiteNavi2

なお、2010年は一太郎25周年であることから、「一太郎25周年記念パック」として以下の特典が収録されたCD-ROMが封入されていた。CD-ROMの内容は一太郎の単体パッケージ版と変わりない。また、2010年3月末までにユーザー登録した購入者の中から抽選で10000名に切手シートが当たるキャンペーンが行われた。
- 魅せる！グラフメーカー - グラフ作成ソフトウェア
- かんたん！スケジュール図 - スケジュール図作成ソフトウェア
- 差がつく！写真アレンジ - 簡易写真編集ソフトウェア
- 一太郎25周年 特別スプラッシュ画面 - 起動時のスプラッシュ画面が、これまでに発売された一太郎のものに変わる。表示されるバージョンはランダム。

店頭ではDVD-ROM版のみ販売されているが、自社直販サイトではCD-ROM版が付属するパッケージも販売されていた。
| 種別                     | JUST Suite 2010 [一太郎25周年記念パック] | JUST Suite 2009                                       | JUST Suite 2008                                       | JUST Suite 2007                              | 備考 |
| ------------------------ | ---------------------------------------- | ----------------------------------------------------- | ----------------------------------------------------- | -------------------------------------------- | ---- |
| 発売日                   | 2010年2月5日                             | 2009年2月6日                                          | 2008年2月8日                                          | 2007年3月9日                                 |      |
| 対応OS                   | Windows 7/Vista /XP(SP2以上)             | Windows Vista/XP(SP2以上) /2000 Professional(SP4以上) | Windows Vista/XP(SP2以上) /2000 Professional(SP4以上) | Windows Vista/XP /2000 Professional(SP4以上) |      |
| ワープロソフト           | 一太郎2010                               | 一太郎2009                                            | 一太郎2008                                            | 一太郎2007                                   |      |
| 日本語入力システム       | ATOK 2010 for Windows                    | ATOK 2009 for Windows                                 | ATOK 2008 for Windows                                 | ATOK 2007 for Windows                        |      |
| はがき作成・ 住所録管理  | 楽々はがき セレクト for 一太郎           | 楽々はがき セレクト for 一太郎                        |                                                       |                                              |      |
| 統合グラフィックソフト   | 花子2010                                 | 花子2009                                              | 花子2008                                              | 花子2007                                     |      |
| 表計算ソフト             | 三四郎2010                               | 三四郎2009                                            | 三四郎2008                                            | 三四郎2007                                   |      |
| 電子メールクライアント   | Shuriken 2010                            | Shuriken 2008                                         | Shuriken 2008                                         | Shuriken Pro4 /R.2                           |      |
| プレゼンテーションソフト | Agree 2010                               | Agree 2009                                            | Agree 2008                                            | Agree 2007                                   |      |
| PDF作成・編集ソフト      | JUST PDF[作成・編集]                     | JUST PDF[作成・編集]                                  | JUST PDF[作成・編集]                                  | Justsystem PDF Suite                         |      |
| 文書管理・活用ソフト     | SuiteNavi 2                              | SuiteNavi 2                                           | SuiteNavi                                             |                                              |      |
| ガイドブック             |                                          |                                                       |                                                       | JUST Suite 2007 公式ガイドブック             |      |
| グラフ作成ソフト         | 魅せる！グラフメーカー                   |                                                       |                                                       |                                              |      |
| スケジュール図作成ソフト | かんたん！スケジュール図                 |                                                       |                                                       |                                              |      |
| 画像加工ソフト           | 差がつく！写真アレンジ                   |                                                       |                                                       |                                              |      |
| その他                   | 一太郎25周年 特別スプラッシュ画面        |                                                       |                                                       |                                              |      |

脚注(パッケージ)
1. ↑  Shuriken 2009無償ダウンロード権(期間限定)。
2. ↑  Shuriken 2007無償ダウンロード権(期間限定)。
3. 1 2 3  一太郎25周年特別限定ソフト。

## 歴史
- 2007年3月9日 - 「JUST Suite 2007」を発売。
  - 当初、2007年2月9日発売予定であったが、インストーラのトラブルにより、3月9日に発売が延期された。
- 2008年2月8日 - 「JUST Suite 2008」を発売。
- 2009年2月6日 - 「JUST Suite 2009」を発売。
- 2010年2月5日 - 「JUST Suite 2010[一太郎25周年記念パック]」を発売。なお、「三四郎2010」・「Agree2010」はいずれも単体製品としては、販売形態が通常版のダウンロード版のみ自社直販サイトでの販売になるが、「JUST Suite 2010」のパッケージ版には前年同様、この2製品も収録されている。また、上記の4種の特典が収録されたCD-ROMが付属する。個人向け商品としての販売はこのバージョンが最後となる。Windows 2000は対応外となる。
- 2011年2月10日 - 「JUST Suite 2011」を発売。法人向け専用製品となる。なお、「JUST Suite 2010[一太郎25周年記念パック]」後継の個人向け専用商品は、同日発売の「一太郎 2011 創 スーパープレミアム / プレミアム」に移行された。
- 2011年6月9日 - 法人向け専用製品「JUST Office」を発売（ラインナップは1種類のみ）。「JUST Suite 2011」との併売状態となる。
- 2012年2月29日 - 「JUST Office」が新版となり、「JUST Office [Standard]」（通常版）と「JUST Office [Corporate]」（廉価版）の2つのラインナップに再構成される。
- 2015年6月10日 - 「JUST Office 3」を発売。「JUST Office 3 [Standard]」（通常版）と「JUST Office 3 [Corporate]」（廉価版）、官公庁・自治体向けの「JUST Government 3」、警察機関向けの「JUST Police 3」の4つのラインナップに再構成される。
- 2018年6月8日 - 「JUST Office 4」を発売。「JUST Office 4 [Standard]」（通常版）と「JUST Office 4 [Corporate]」（廉価版）、官公庁・自治体向けの「JUST Government 4」、警察機関向けの「JUST Police 4」、医療機関向けの「JUST Medical 4」の5つのラインナップに再構成される。
- 2019年6月14日 - 「JUST Office 4 /R.2」を発売。
- 2022年6月10日 - 「JUST Office 5」「JUST Medical 5」を発売。「JUST Office 5」、大学向けの「JUST Office 5 JL-Educaion Master [大学版]」、官公庁・自治体向けの「JUST Government 5」、警察機関向けの「JUST Police 5」、医療機関向けの「JUST Medical 5」の5つのラインナップに再構成される。